# Бонь Наталія Євгенівна
Наталі́я Євге́нівна Бо́нь (нар. 1956, c. Дмитрівка (Золотоніський район), Черкаська область) — українська письменниця, член Національної спілки письменників України (2020).

## Біографія
Народилася 10 червня 1956 в c. Дмитрівка (Золотоніський район) на Черкащині. Закінчила педагогічне училище у м. Новий Буг Миколаївської області,  Київський педагогічний інститут, Київську художню заочну школу. Майстриня петриківського розпису. Працює практичним вихователем у дитячому садку.

## Літературна діяльність
Поетеса, прозаїк.

Літературні тексти (казки, вірші, ігри, інсценівки, сценарії) пише з початку 1990-х років. Авторка збірок поезій для дітей «Для чого сходить сонечко» (2002), «Морозиво в кишені» (2012), прозових книжок «Бізнесбойз із Василівки» (2019), «Карамелька», «Кольорові небилиці», «НЛО над селом» (усі — 2020), публікацій в пресі. Зокрема друкувалась в газетах «Златокрай», «Вісник Золотоніщини», журналах «Малятко», «Дивослово», «Лель», педагогічних виданнях «Дошкільне виховання», «Джміль», «Все для вчителя» та ін.
Вірші Н. Бонь тонко й точно враховують психологію дитини, вони кольористі, лексично розмаїті, збагачені пестливою лексикою.

## Відзнаки
Переможниця конкурсу «Молода КороНація» (2018) з романом «Більше щоденників я не пишу, або До чого тут верблюд», лауреатка Всеукраїнського літературного конкурсу творів для дітей «Лоскотон» (2021), літературної премії ім. Івана Дробного.